# Bassilly
Bassilly (nld. Zullik, pcd. i wa. Bachili) – dzielnica (section) gminy Silly w Belgii, w Regionie Walońskim, w prowincji Hainaut, w okręgu Ath. 1 stycznia 2020 roku liczyła 2187 mieszkańców. Do 31 grudnia 1976 samodzielna gmina.

## Demografia
Liczba mieszkańców, stan na 1 stycznia:
| Rok                | 1910 | 1930 | 1947 | 1961 | 2020 |
| ------------------ | ---- | ---- | ---- | ---- | ---- |
| Liczba mieszkańców | 1216 | 1133 | 1107 | 1167 | 2187 |

## Transport
Przez teren dzielnicy przebiegają trasa europejska E429 oraz drogi regionalne N7 i N263.